# 保罗·钱伯斯 (运动员)
保罗·钱伯斯（英語：Paul Chambers，？—），新西兰男子游泳、田径运动员。他曾代表新西兰参加1976年和1980年夏季残疾人奥林匹克运动会，获得一枚金牌和一枚铜牌。